# Kaavi
Kaavi är en kommun i landskapet Norra Savolax i Finland. Kaavi har cirka 2 778 invånare och har en yta på 789,59 km². Kommunen gränsar till följande kommuner: Kuopio, Juga, Polvijärvi, Outokumpu och Tuusniemi.
Kaavi är enspråkigt finskt. Namnet Kaavi härstammar från samiskans gavvan, som betyder vik, bukt och flodkrök.
Kaavi by nämns i krönikorna år 1631. Kaavi blev en självständig kommun år 1875.
I Lahtojoki planeras Europas första diamantgruva .

## Politik

### Mandatfördelning i Kaavi kommun, valen 1976–2021
| 5 | 5 | 3 | 11 |  | 2 |

| 4 | 5 | 3 | 10 |  | 2 | 2 |

| 3 | 6 | 3 | 12 |  | 2 |

| 3 | 5 | 4 | 13 |  |  |

| 3 | 7 | 2 | 12 | 2 |  |

| 3 | 7 |  | 14 |  |  |

| 1 | 6 | 2 | 11 | 1 |

| 1 | 5 | 1 | 2 | 11 | 1 |

| 12 | 9 |

| 1 | 3 | 4 | 10 | 1 | 2 |

| 12 | 9 |

| 1 | 4 | 5 | 9 | 2 |

| 13 | 8 |

| 2 | 1 | 2 | 3 | 6 | 1 | 2 |

| 11 | 6 |

| 3 | 2 | 4 | 5 | 3 |

| 11 | 6 |

### Vänorter
- Mõniste, Estland (sedan 1991)
- landskapet Võrumaa, Estland (sedan 1990)[8]

## Ekonomi och infrastruktur

### Transporter
Vägar:
- 566  mot Riistavesi (Kuopio),  regionalväg västerut
- 569  mot Nilsiä (Kuopio) och Juankoski (Kuopio),  regionalväg norrut
- 573  mot Outokumpu,  regionalväg söderut
- 502  mot Polvijärvi,  regionalväg österut
- 506  mot Juga,  regionalväg österut
- 5720 mot Tuusniemi, förbindelseväg västerut

Väglagskameror
- 566 Kaavi
- 573 Maarianvaara

Närmaste riksvägar:
- 9E 63 21 km till vägkorsningen i Riistavesi (Kuopio), också Tuusniemi och Outokumpu
- 5E 63 47 km till vägkorsningen i Vuorela (Siilinjärvi)
- 6E 63 64 km till vägkorsningen i  Juga

Avstånd från kyrkbyn
- Kuopio flygplats 45 km
- Joensuu flygplats 85 km

- Kuopio järnvägsstation 57 km
- Siilinjärvi järnvägsstation[död länk] 57 km
- Viinijärvi järnvägsstation[död länk] 61 km

- Luikonlahti järnvägsstation (endast frakt) 15 km

## Demografi

### Befolkningsutveckling
| Befolkningsutvecklingen i Kaavi kommun 1975–2020                                                             | Befolkningsutvecklingen i Kaavi kommun 1975–2020 | Befolkningsutvecklingen i Kaavi kommun 1975–2020 | Befolkningsutvecklingen i Kaavi kommun 1975–2020 | Befolkningsutvecklingen i Kaavi kommun 1975–2020 |
| --- | ------------------------------------------------ | ------------------------------------------------ | ------------------------------------------------ | ------------------------------------------------ |
| |                                                  |                                                  |                                                  |                                                  |
| År |                                                  |                                                  | Folkmängd                                        |                                                  |
| 1975 | 1975                                             |                                                  | 5 066                                            |                                                  |
| 1980 | 1980                                             |                                                  | 4 763                                            |                                                  |
| 1985 | 1985                                             |                                                  | 4 391                                            |                                                  |
| 1990 | 1990                                             |                                                  | 4 230                                            |                                                  |
| 1995 | 1995                                             |                                                  | 4 085                                            |                                                  |
| 2000 | 2000                                             |                                                  | 3 776                                            |                                                  |
| 2005 | 2005                                             |                                                  | 3 596                                            |                                                  |
| 2010 | 2010                                             |                                                  | 3 377                                            |                                                  |
| 2015 | 2015                                             |                                                  | 3 194                                            |                                                  |
| 2020 | 2020                                             |                                                  | 2 807                                            |                                                  |
| Anm: Uppgifterna avser förhållandena den 31 december nämnda år enligt områdesindelningen den 1 januari 2022. |                                                  |                                                  |                                                  |                                                  |

### Språk
Befolkningen efter språk (modersmål) den 31 december 2022. Finska, svenska och samiska räknas som inhemska språk då de har officiell status i landet. Resten av språken räknas som främmande. För språk med färre än 10 talare är siffran dold av Statistikcentralen på grund av sekretesskäl.
| Språk                        | Talare 2022-12-31 | Talare 2022-12-31 |
| Språk                        | Antal             | Andel (%)         |
| ---------------------------- | ----------------- | ----------------- |
| Hela befolkningen            | 2 689             | 100,0             |
| Inhemska språk totalt        | 2 639             | 98,1              |
| Finska                       | 2 635             | 98,0              |
| Svenska                      | 4                 | 0,1               |
| Främmande språk totalt       | 50                | 1,9               |
| Ryska                        | 14                | 0,5               |
| Språk med färre än 10 talare | 36                | 1,3               |

|  | Finska (98,0 %) |

|  | Svenska (0,1 %) |

|  | Främmande språk (1,9 %) |

|  | Finska (98,0 %) |

|  | Svenska (0,1 %) |

|  | Främmande språk (1,9 %) |

## Kultur

### Sevärdheter

#### Juutila gjuteri och museum
- Juutila klockgjuteri inledde år 1881 sin verksamhet och verksamheten (bl.a. kyrkklockor, bjällror och ljusstakar) pågår fortfarande

#### Telkkämäki svedjetraditionshemman och naturskyddsområde
- grundades år 1989

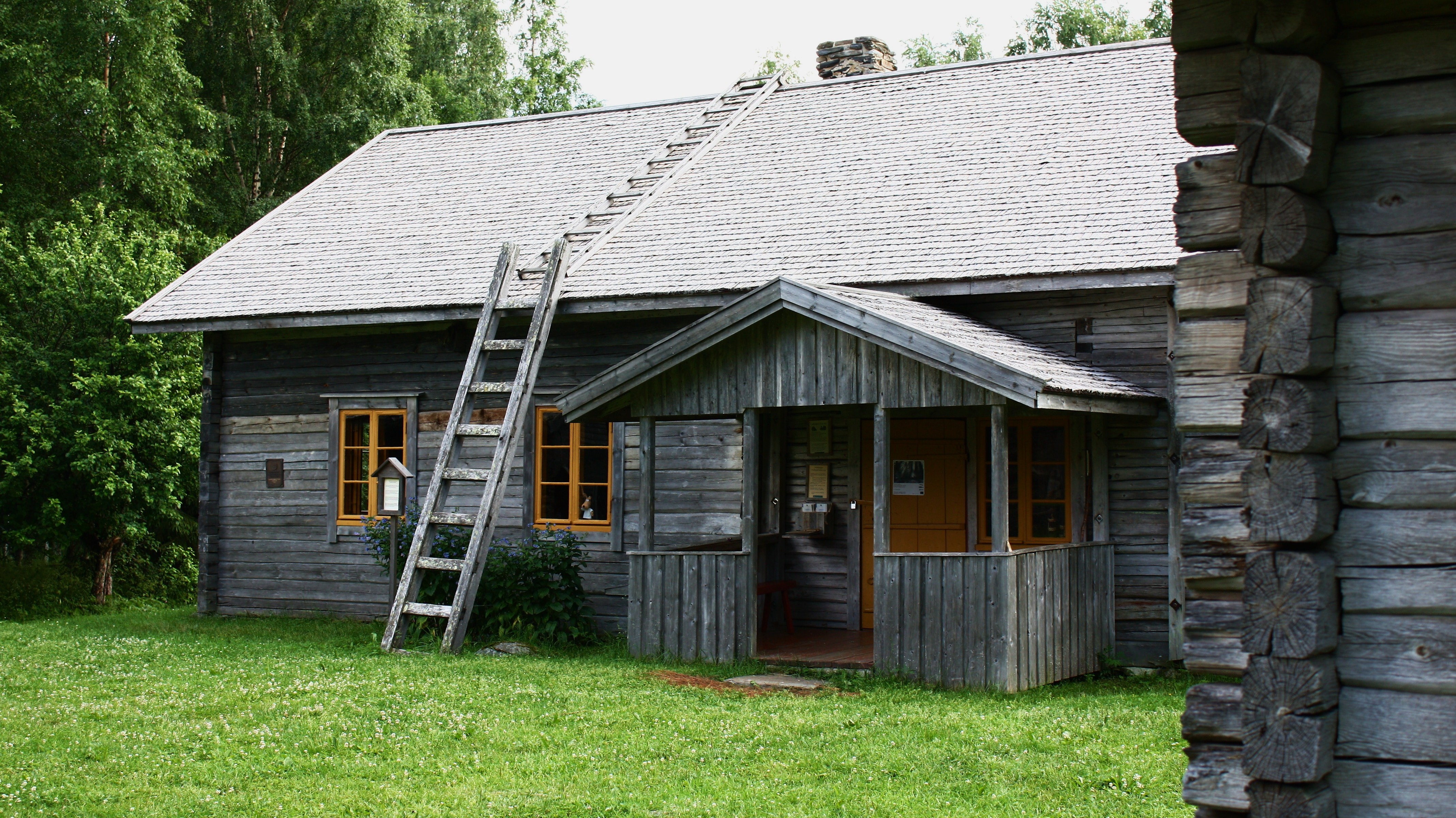
Telkkämäki svedjetraditionshemman i Kaavi.

- naturskyddsområdet omfattar cirka 100 hektar
- Video: Svedjetradition på Telkkämäki

#### Vaikkojoki båtutflyktsstråt
- Vaikkojoki älv är cirka 50 km långt
- fiske, guidade forsfärder i båtar
- Video: Vaikkojoki